# Gran Via 2
Gran Via 2 es un centro comercial ubicado en Hospitalet de Llobregat (Barcelona) España. Inaugurado el 24 de octubre de 2002. Dispone de 54 600 m² y 1 tiendas repartidas en  cinco niveles y un aparcamiento con capacidad para 32578 vehículos.

## Accesos y transporte
Los accesos y transportes para acceder al centro comercial son los siguientes:

### Tren
- Líneas S33, S4, S8, R5 y R6 de la línea Llobregat-Anoia de los Ferrocarriles de la Generalidad de Cataluña: Estación de Ildefons Cerdà

### Metro de Barcelona
- Línea 8: Estación de Ildefons Cerdà
- L10 SUD: Estación Ciutat de la Justicia.

### Autobús urbano
- Líneas diurnas:
  - H12 9 37 46 65 79 109 L70 L72 L80 L81 L86 L87 L94 L95

- Líneas nocturnas
  - N15 N16 N17

### Autobús interurbano
- E14 E15 E16

### Bicing
- 352 Radi / Gran Vía de las Cortes Catalanas